# Lodowiec szelfowy

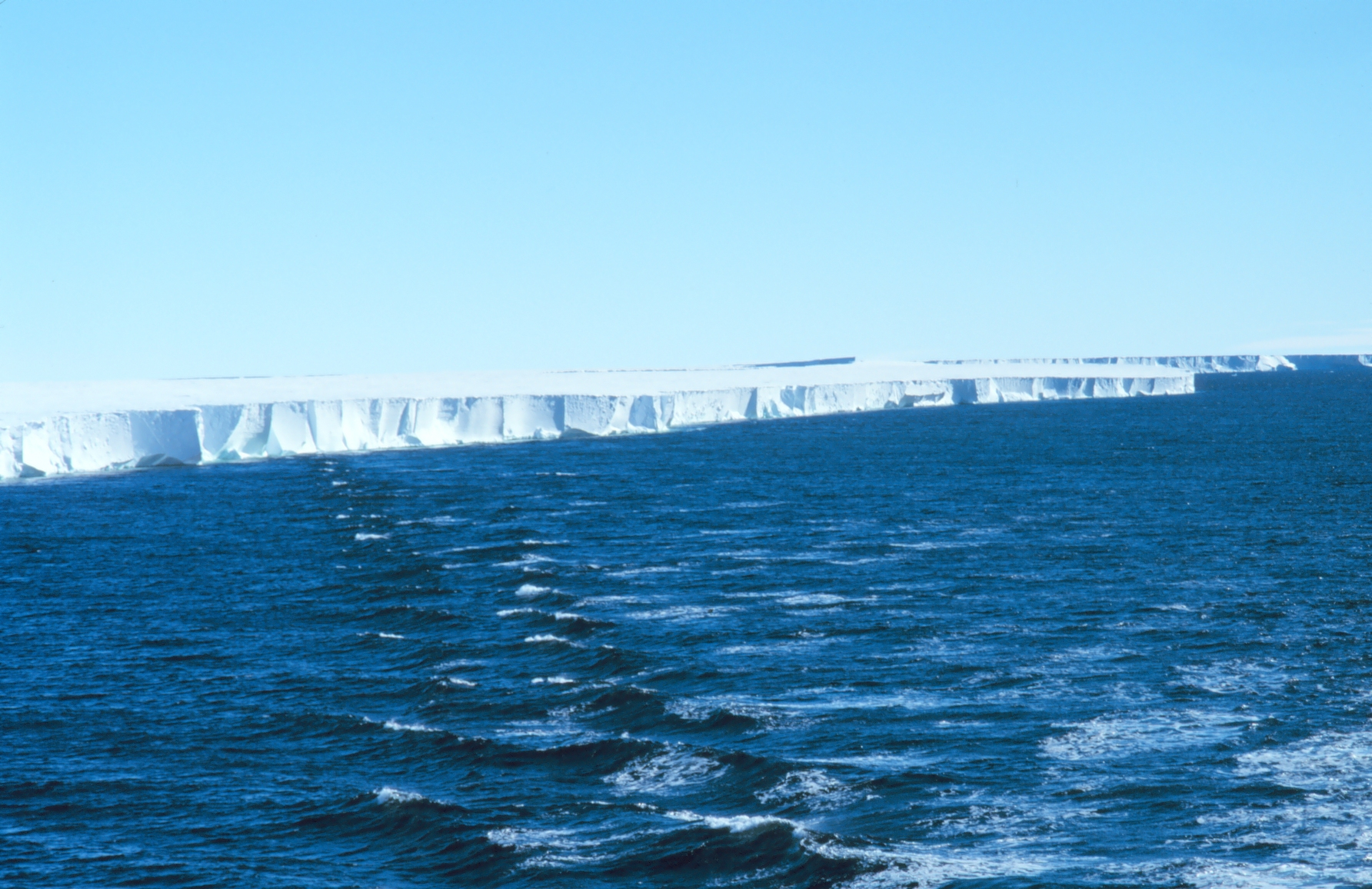
Lodowiec szelfowy Rossa

Lodowiec szelfowy – brzeżna część lądolodu, która unosi się swobodnie na powierzchni wody, podczas gdy jego podstawa jest zanurzona. Powierzchnia lodowca szelfowego jest niemal zupełnie płaska (spadek nie przekracza 0,5%) i na ogół kończy się lodowym klifem, stanowiącym czoło lodowca, od którego oddzielają się góry lodowe. Innymi słowy, lód szelfowy to przesuwające się masy lodowe, które u czoła tworzą barierę lodową, od której odrywają się fragmenty tworzące luźno pływające góry lodowe.

## Dynamika lodowców

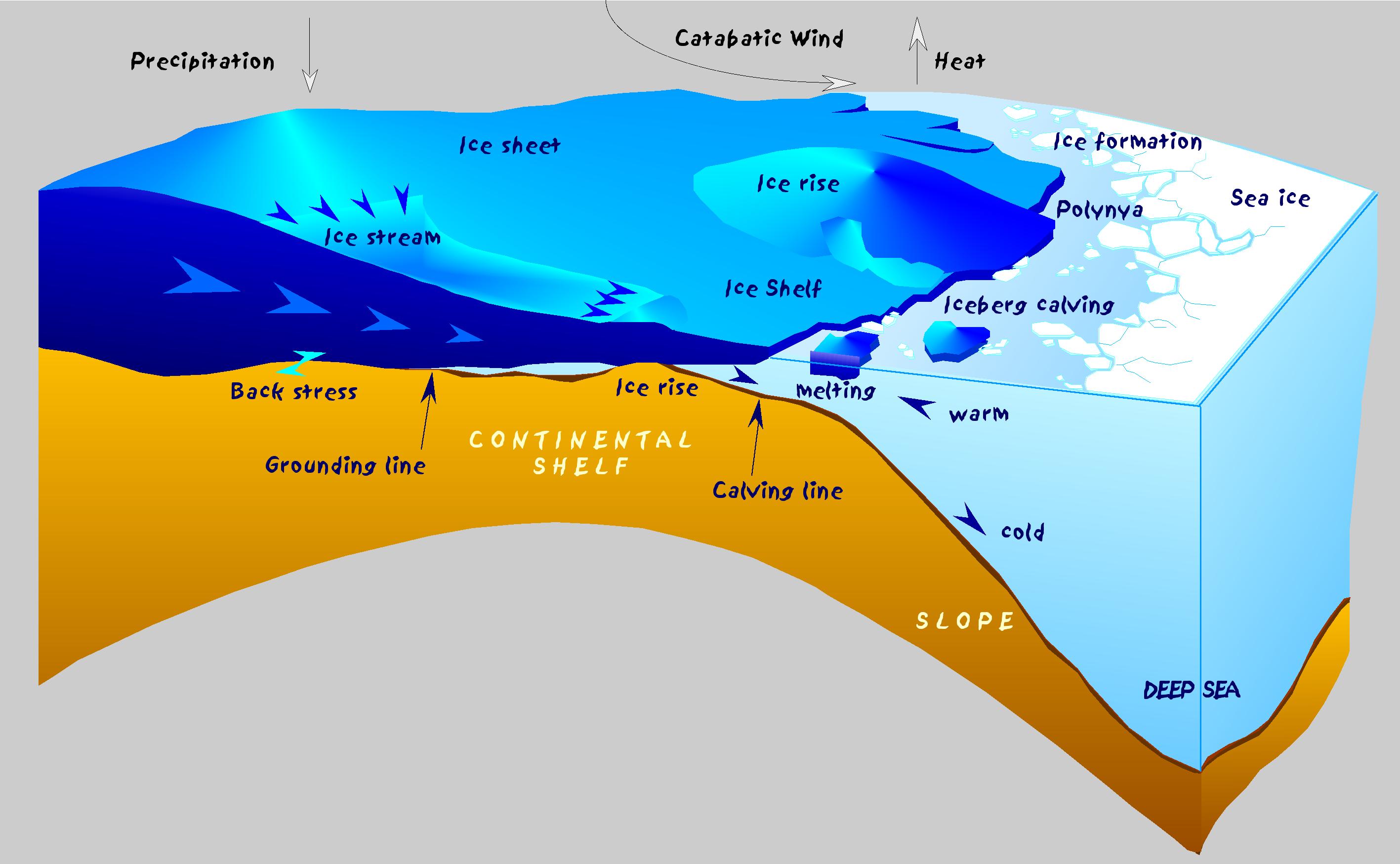
Procesy zachodzące wokół lodowców szelfowych

Lodowce szelfowe charakteryzuje duża dynamika: masy ciepłej wody dopływającej od strony oceanu powodują tzw. cielenie się lodowca, czyli odrywanie się gór lodowych od czoła lodowca. Jednocześnie od strony lądu zachodzi dopływ strumieni lodowych, które osiągają prędkości rzędu setek metrów na rok. Spływ lodu jest napędzany przez grawitację, a tak duże prędkości osiągane są dzięki zwilżaniu spodniej strony lodowca przez wodę. Wiatry katabatyczne wiejące od strony lądolodu odsuwają lód morski od czoła lodowca i potrafią tworzyć w lodzie szelfowym naturalne przeręble – połynie.

## Lodowce szelfowe na Ziemi
Największe lodowce szelfowe znajdują się na Antarktydzie - są to Lodowiec Szelfowy Rossa na Morzu Rossa i Lodowiec Szelfowy Ronne na Morzu Weddella. Inne ważniejsze lodowce szelfowe Antarktydy to: Lodowiec Szelfowy Filchnera, Lodowiec Szelfowy Amery’ego, Lodowiec Szelfowy Larsena i Lodowiec Szelfowy Shackletona.